# El Internado
『El Internado Laguna Negra』（エル・インテルナド・ラグナ・ネグラ、日本語で「ネグラ湖寄宿学校」）は、2007年から2010年までスペインのアンテナ3で放送されていたテレビドラマ。制作局はGlobomedia。

## 放送期間（スペイン）

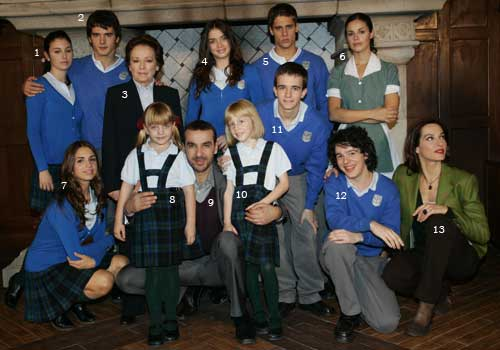
シーズン1の登場人物

前7シーズン、71話の平均視聴率は19.4%であった。
- シーズン1 - 2007年   5月24日〜2007年6月28日（1〜6話）　全6話
- シーズン2 - 2007年11月   7日〜2008年1月   2日（7〜14話）　全8話
- シーズン3 - 2008年   4月23日〜2008年6月25日（15〜23話）　全9話
- シーズン4 - 2008年10月22日〜2009年1月15日（24〜34話）　全11話
- シーズン5 - 2009年   5月12日〜2009年7月   7日（35〜43話）　全9話
- シーズン6 - 2009年 11月16日〜2010年3月1日（44〜56話）　全13話
- シーズン6 - 2010年 6月2日〜2010年10月13日（57〜71話）　全15話